# 中央 (横浜市瀬谷区)
中央（ちゅうおう）は神奈川県横浜市瀬谷区の町名。丁番を持たない単独町名である。住居表示未実施区域
。

## 地理
瀬谷区の中西部に位置し、東に相沢、西に本郷、南に瀬谷、北に中屋敷と接している。

### 地価
住宅地の地価は、2025年（令和7年）1月1日の公示地価によれば、中央30-13の地点で22万5000円/m²となっている。

### 地名の由来
町名は、町区域が昔、瀬谷村役場があった場所で、地理的に瀬谷区のほぼ中央にあたることから、地元の要望により「中央」と名付けた。

## 歴史

### 沿革
- 1985年（昭和60年）11月5日 - 町界町名地番整理事業の施行に伴い、瀬谷町の一部を分離し、中央を新設[8]。
- 2000年（平成12年）3月27日 - 土地区画整理事業に伴い、中央の一部を本郷三丁目へ編入[9]。

## 世帯数と人口
2025年（令和7年）6月30日現在（横浜市発表）の世帯数と人口は以下の通りである。
| 町丁 | 世帯数  | 人口    |
| ---- | ------- | ------- |
| 中央 | 984世帯 | 1,934人 |

### 人口の変遷
国勢調査による人口の推移。
| 年                 | 人口  |
| ------------------ | ----- |
| 1995年（平成7年）  | 1,396 |
| 2000年（平成12年） | 1,880 |
| 2005年（平成17年） | 2,147 |
| 2010年（平成22年） | 2,067 |
| 2015年（平成27年） | 2,059 |
| 2020年（令和2年）  | 1,983 |

### 世帯数の変遷
国勢調査による世帯数の推移。
| 年                 | 世帯数 |
| ------------------ | ------ |
| 1995年（平成7年）  | 503    |
| 2000年（平成12年） | 726    |
| 2005年（平成17年） | 851    |
| 2010年（平成22年） | 839    |
| 2015年（平成27年） | 888    |
| 2020年（令和2年）  | 894    |

## 学区
市立小・中学校に通う場合、学区は以下の通りとなる（2024年11月時点）。
| 番地 | 小学校             | 中学校             |
| ---- | ------------------ | ------------------ |
| 全域 | 横浜市立瀬谷小学校 | 横浜市立瀬谷中学校 |

## 事業所
2021年（令和3年）現在の経済センサス調査による事業所数と従業員数は以下の通りである。
| 丁目       | 事業所数  | 従業員数 |
| ---------- | --------- | -------- |
| 中央一丁目 | 115事業所 | 1,288人  |

### 事業者数の変遷
経済センサスによる事業所数の推移。
| 年                 | 事業者数 |
| ------------------ | -------- |
| 2016年（平成28年） | 114      |
| 2021年（令和3年）  | 115      |

### 従業員数の変遷
経済センサスによる従業員数の推移。
| 年                 | 従業員数 |
| ------------------ | -------- |
| 2016年（平成28年） | 1,146    |
| 2021年（令和3年）  | 1,288    |

## 交通
- 神奈川県道401号瀬谷柏尾線

## 施設
- 横浜市立瀬谷中学校
- マルエツ 瀬谷店[19]
- イトーヨーカドー 食品館瀬谷店[20]

## その他

### 日本郵便
- 郵便番号 : 246-0014[3]（集配局：瀬谷郵便局[21]）。

### 警察
町内の警察の管轄区域は以下の通りである。
| 番地等 | 警察署     | 交番・駐在所 |
| ------ | ---------- | ------------ |
| 全域   | 瀬谷警察署 | 瀬谷駅前交番 |